# Personeelsverloop
Personeelsverloop is de wisseling van werknemers binnen een organisatie door vroegtijdig vertrek, ziekte en pensioen. Dit kan worden uitgedrukt in het aantal werknemers dat vertrekt in een jaar ten opzichte van het totale personeelsbestand. Hoewel dit indirecte indicatoren zijn, wordt verloop net als bijvoorbeeld verzuim binnen sommige organisaties gezien als indicatie voor de arbeidskwaliteit. Extern verloop bestaat uit werknemers die de organisatie verlaten, intern verloop bestaat uit functieveranderingen en promoties; horizontale en verticale mobiliteit.

## Gezond en ongezond verloop
Verloop bestaat uit instroom, doorstroom en uitstroom. Bij uitstroom wordt onderscheid gemaakt tussen gewenst of gezond verloop en ongewenst of ongezond verloop. Een bepaalde mate van verloop kan gewenst zijn, om bijvoorbeeld mensen met nieuwe ideeën binnen te krijgen in de organisatie, of werknemers die niet binnen de organisatie passen te laten vertrekken. Bij een krimpende organisatie kan het ook gunstig zijn om mensen via natuurlijk verloop te laten vertrekken. Enig verloop kan ook wenselijk zijn voor een evenwichtige opbouw van het personeelsbestand.
Over het algemeen wordt een hoog verloop echter als ongewenst gezien. Zo gaat verloop gepaard met de nodige kosten aan werving en selectie en opleiding die in de orde van grootte van twee jaarsalarissen kunnen liggen. Het legt ook een beslag op de overige werknemers die nieuwe collega's op moeten leiden en onvervulde vacatures op moeten vangen. Bij verloop gaat ook competentie en ervaring verloren.
De werksfeer kan zowel positief als negatief beïnvloed worden door verloop.

## Oorzaken
Verloop heeft vele oorzaken, zowel intern als extern. Er kan sprake zijn van natuurlijk verloop en vrijwillig of gedwongen vertrek. Bij natuurlijk verloop vertrekt een medewerker vanwege een tijdelijk contract, pensionering, arbeidsongeschiktheid of overlijden. Vervroegde pensionering kan hier ook onder vallen.
Bij vrijwillig vertrek ligt het initiatief bij de werknemer. Zowel interne als externe factoren spelen een rol bij vrijwillig verloop. Een belangrijke externe factor is de conjunctuur. Bij een opgaande cyclus neemt de externe mobiliteit van werknemers toe. Zij kunnen sneller vertrekken. Dat kan versterkt worden doordat ook de eigen organisatie veel nieuwe werknemers aanneemt. Hieronder is vaak een hoog verloop doordat de verwachtingen te rooskleurig waren. Dit laatste is een voorbeeld van een interne factor. Enkele jaren later kan het uitblijven van een promotie aanleiding zijn om te vertrekken. Zodra men te lang in een bepaalde functie zit, kan ook verveling een rol gaan spelen.
Bennisonen Casson onderscheiden een aantal factoren bij vrijwillig verloop:
- lengte diensttijd;
- leeftijd;
- beroep en opleiding;
- geslacht;
- eerste-baan-effect;
- woon-werkafstand;
- organisatiecultuur.

Vrijwillig verloop wordt volgens Holtom, Mitchell, Lee & Inderrieden door interne en/of externe shocks en medewerkerstevredenheid verklaard. In deze theorie spelen zowel externe factoren, verwachtingen en tevredenheid een rol. De patronen zijn aan de hand van vier categorieën ingedeeld. In categorie één ontstaat personeelsverloop door bijvoorbeeld verhuizing van de partner. In categorie twee spelen shocks bij de desbetreffende organisatie een rol. Een medewerker wordt bijvoorbeeld van promotie uitgesloten. In de derde categorie omschreven door Holtom, Mitchell, Lee & Inderrieden wordt de medewerker bijvoorbeeld door een andere organisatie voor een functie benaderd. Ondanks tevredenheid over de functie besluit de medewerker om de organisatie te verlaten. In de vierde categorie speelt ontevredenheid over de functie een rol en leidt deze ontevredenheid uiteindelijk tot verloop.
Bij gedwongen vertrek wordt de medewerker ontslagen op grond van bijvoorbeeld het functioneren of een reorganisatie. 
Verloop is ook afhankelijk van de sector. Een aantal oorzaken is moeilijk te beïnvloeden, maar deels kan gestuurd worden door de organisatie met onder meer loopbaanbegeleiding.